# Йоханнисталь (аэродром)
Аэродром Йоха́ннисталь (нем. Flugplatz Johannisthal) — аэродром, располагавшийся в Берлине между Йоханнисталем и Адлерсхофом.

## История
Был открыт в 1909 году первым в Германии. До постройки в 1923 году аэропорта Темпельхоф являлся единственным аэропортом Берлина. В 1952 году аэропорт перестал использоваться, в 1995 году был официально закрыт. Некоторые здания сохранились по настоящий момент в составе Аэродинамического парка и сохраняются как объекты культурного наследия.

## Галерея
- 1910 год.
- 1910 год.
- 1919 год.
- 1990 год.